# لیتل کسرتون
لیتل کسرتون (به انگلیسی: Little Casterton) یک روستا و محله مدنی در بریتانیا است که در راتلند واقع شده‌است. لیتل کسرتون ۱۴۸ نفر جمعیت دارد.